# Lamna nasus

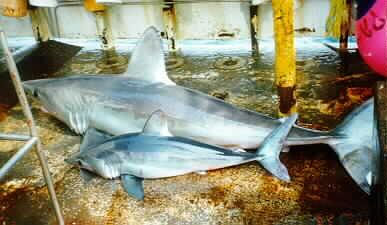
Lamna nasus.

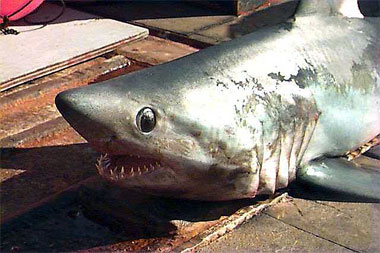
Visão frontal.

Lamna nasus Bonnaterre, 1788 é uma espécie de elasmobrânquio lamniforme da família Lamnidae, conhecido pelos nomes comuns de tubarão-sardo e barrilote. Ocorre nas águas temperadas e frias de ambos os hemisférios.